# 中島芙美枝
中島 芙美枝（なかしま ふみえ、6月14日 - ） は、日本の女優。JAEプロモーションズ所属。

## 人物
- 福岡県出身。
- 元千葉ロッテマリーンズのチアリーダー、その後CHI-MEYとチーミーダンサーズ「ダンスのお姉さん」として全国をまわる[1]。
- 特技 - チアダンス、ピアノ、日本舞踊

## 主な出演作品

### テレビドラマ
- サラリーマン金太郎（2002年） - 秘書 役
- 女帝（2007年）第1話
- 仮面ライダーディケイド (2009年1月25日 - 2009年8月30日)
- 海賊戦隊ゴーカイジャー (2011年2月13日 - 2012年2月19日) 第1話  - 保育士 役
- 黒い滑走路3（2013年） - CA 役
- 花子とアン（2014年） - 嘉納家メイド 役
- 地味にスゴイ! 校閲ガール・河野悦子（2016年）第4話 - レポーター 役

### 舞台
- 第8回JAEプロデュース公演「遥かなるエデン」（2007年、東京芸術劇場） - 主演
- 第9回JAEプロデュース公演「絆-KIZUNA-」（2009年、シアターサンモール） - 藤巻茜 役
- 第10回JAEプロデュース公演「残侠-ZANKOU-」（2010年、新宿スペース107） - 松原智恵 役
- 劇団夜想会「ミュージカル誠〜とびだせ新撰組〜」（2012年、俳優座劇場） - 隊員 役
- 第13回JAEプロデュース公演「Familiy Ties ファミリータイズ」（2015年、ワーサルシアター八幡山劇場）オムニバス第1話 - 主演
- 「神様はじめましたTHE MUSICAL♪2016」（2016年、AiiA 2.5 Theater Tokyo） - 主演